# Circondario di Merseburg-Querfurt
Il circondario di Merseburg-Querfurt (in tedesco Landkreis Merseburg-Querfurt) era un circondario della Sassonia-Anhalt di 130.434 abitanti, che aveva come capoluogo Merseburg.
Venne creato il 1º luglio 1994, accorpando il circondario di Merseburg e raccogliendo la quasi totalità del territorio del circondario di Querfurt. Il 1º luglio 2007 è stato poi unito con il circondario del Saalkreis, a formare il nuovo circondario del Saalekreis.

## Città e comuni
(Abitanti al 31 dicembre 2006)
| Città 1. Bad Dürrenberg (11.287) 2. Bad Lauchstädt (4.983) 3. Braunsbedra (11.205) 4. Leuna (6.918) 5. Merseburg (34.411) 6. Mücheln (Geiseltal) (9.219) 7. Querfurt (12.659) 8. Schafstädt (2.176) 9. Schkopau (11.041) 10. Schraplau (1.285) | Comuni 1. Albersroda (467) 2. Alberstedt (501) 3. Barnstädt (1.179) 4. Beuna (Geiseltal) (1.009) 5. Delitz am Berge (969) 6. Esperstedt (675) 7. Farnstädt (1.219) 8. Friedensdorf (325) 9. Geusa (1.488) 10. Günthersdorf (1.280) 11. Horburg-Maßlau (555) 12. Klobikau (601) 13. Kötschlitz (927) 14. Kötzschau (1.986) 15. Kreypau (337) 16. Milzau (960) 17. Nempitz (307) 18. Nemsdorf-Göhrendorf (985) 19. Obhausen (1.857) 20. Oebles-Schlechtewitz (208) 21. Oechlitz (562) 22. Rodden (254) 23. Spergau (1.097) 24. Steigra (867) 25. Tollwitz (1.218) 26. Wallendorf (Luppe) (957) 27. Zöschen (1.036) 28. Zweimen (323) |